# San Casciano dei Bagni
San Casciano dei Bagni és un comune (municipi) de la província de Siena, a la regió italiana de la Toscana, situat uns 110 km al sud-est de Florència i uns 70 km al sud-est de Siena.

## Geografia
San Casciano dei Bagni limita amb els municipis de Abbadia San Salvatore, Acquapendente, Allerona, Cetona, Città della Pieve, Fabro, Piancastagnaio, Proceno, Radicofani i Sarteano.
Forma part dels "Pobles més bells d'Itàlia" (Borghi piu belli d'Italia).

## Història
La història de San Casciano està estretament relacionada amb la presència d'aigües termals, amb 42 fonts, una temperatura mitjana de 42 ℃
i un lliurament diari de 5,5 milions de litres (el tercer d'Europa).
Segons una llegenda, la Balnea Clusinae va ser fundada per Porsenna, un rei etrusc de Chiusi. Els banys eren també populars a l'època de l'antiga Roma, i August estava entre els seus usuaris.
En els segles iii i iv va existir a San Casciano un "pieve" de Santa Maria, "ad balneo" cristià. Durant l'edat mitjana la població va estar sota el control dels Llombards i posteriorment sota els Visconti di Campiglia i l'Abadia de San Salvatore. Les tropes de San Casciano van participar en la batalla de Montaperti el 1260. L'últim regidor dels Visconti va ser Monaldo, que també era podestà de Florència el 1389. San Casciano va ser adquirit per la República de Siena el 1412. En els temps del Renaixement, els seus banys van atraure visitants de tot Europa, però van decaure a partir del segle xix, recuperant-se només a principis del segle XXI.

## llocs d'interès
- Llac de San Casciano